# 故县乡 (武乡县)
故县乡，是中华人民共和国山西省长治市武乡县下辖的一个乡镇级行政单位。2021年4月1日，撤销故县乡，整建制并入丰州镇。

## 行政区划
故县乡下辖以下地区：
。